# The Milkman's Wedding
The Milkman's Wedding è un cortometraggio muto del 1907 diretto da Lewin Fitzhamon.

## Trama
Un lattaio, restio a presentarsi al suo matrimonio, non riesce ad evitare la cerimonia di nozze.

## Produzione
Il film fu prodotto dalla Hepworth.

## Distribuzione
Distribuito dalla Hepworth, il film - un cortometraggio di 130 metri - uscì nelle sale cinematografiche britanniche nel giugno 1907.
Si conoscono pochi dati del film che, prodotto dalla Hepworth, fu distrutto nel 1924 dallo stesso produttore, Cecil M. Hepworth. Fallito, in gravissime difficoltà finanziarie, il produttore pensò in questo modo di poter almeno recuperare il nitrato d'argento della pellicola.